# Mutha's Nature
Mutha's Nature è il quarantottesimo album in studio del cantante statunitense James Brown, pubblicato nel 1977.

## Tracce
1. Give Me Some Skin – 3:58
2. People Who Criticize – 4:27
3. Have a Happy Day – 4:14
4. Bessie – 3:24
5. If You Don't Give a Dogone About It – 6:31
6. Summertime – 5:29
7. People Wake Up and Live – 3:32
8. Take Me Higher and Groove Me – 5:01